# Орехек-при-Матерії
Орехек-при-Матерії (словен. Orehek pri Materiji) — поселення в общині Хрпелє-Козіна, Регіон Обално-крашка, Словенія. Висота над рівнем моря: 707,2 м.